# The Last Night of a Jockey
"The Last Night of a Jockey" is een aflevering van de Amerikaanse televisieserie The Twilight Zone. Het scenario werd geschreven door Rod Serling.

## Plot

### Opening
In de intro stelt Rod Serling de kijker voor aan Grady een jockey die niet bepaald geliefd is. Serling omschrijft hem als een rotte appel onder de jockeys: een van de mannen die de “sport der koningen” (paardrijden) te schande maakt. Dit is zijn laatste nacht als een jockey en hij zal hem doorbrengen in de Twilight Zone.

### Verhaal
Grady zit alleen in zijn kamer na te hebben ontdekt dat hij voorgoed verbannen is van de paardenraces. Dit omdat hij via doping de races heeft gesaboteerd. Het enige wat Grady wilde was een groot man worden.
Terwijl hij in de kamer zit, krijgt hij opeens bezoek van zijn alter ego. De twee raken aan de praat. Grady probeert zijn alter ego ervan te overtuigen dat zijn daden noodzakelijk waren om zijn doel te bereiken, maar zijn alter ego weet wel beter. Grady krijgt van zijn alter ego de kans aangeboden zijn leven te beteren met een wens. Grady zegt dat zijn grootste wens is om groot te zijn. Wanneer hij na een dutje ontwaakt, blijkt hij opeens 3 meter lang te zijn. Hij is nu letterlijk een groot man.
Grady belt zijn ex-vriendin om zijn alter ego te bewijzen dat omvang wel telt. Ze wijst hem af, maar Grady lijkt daar niet echt mee te zitten. Hij kan volgens eigen zeggen genoeg andere vrouwen krijgen die zijn lengte wel waarderen. Zijn alter ego is niet onder de indruk.
Grady vraagt zijn alter ego wie hij werkelijk is en wat de reden is van zijn komst. Zijn alter ego verklaart dat hij Grady’s laatste kans is. Hij wijst Grady op zijn domme en “goedkope” wens, en geeft hem betere ideeën. Zo suggereert hij dat Grady beter had kunnen wensen dat hij de Kentucky Derby had gewonnen, of een heldendaad had kunnen verrichten. Grady wil hier niets van weten en blijft erbij dat zichzelf tot een groot man wensen de beste keus was. Dan gaat de telefoon. Grady krijgt te horen dat zijn schorsing ongedaan is gemaakt en dat hij weer een jockey mag worden. Maar nu is het te laat: door zijn nieuwe lengte is Grady te groot om nog op een paard te kunnen rijden.
Grady smeekt zijn alter ego om hem weer klein te maken. Deze antwoordt dat Grady al “klein” is, klein door het feit dat hij al zijn races op een oneerlijke manier won.

### Slot
In zijn slotdialoog wijst Rod Serling de kijker er nogmaals op dat Grady te laat inzag dat je iemands grootheid niet kan meten met een meetlint. De daden van een persoon maken of hij een groot iemand is of niet. Dit geldt overal, zowel in als buiten de Twilight Zone.

## Acteurs
Deze aflevering bevat de kleinste aantal gastacteurs van alle Twilight-Zone afleveringen. Acteur Mickey Rooney in de rol van Grady en diens alter ego is de enige acteur uit de aflevering. Ook de personages waar Grady mee belt in de aflevering worden niet gehoord.

## Trivia
- CBS's Programmadepartement bekritiseerde deze aflevering omdat het woord “dwerg” er in een negatieve betekenis in wordt gebruikt.[1]
- Voor deze aflevering werden twee sets gebouwd: een met meubilair op normaal formaat en een met meubilair op schaalformaat. Dit om Grady’s plotselinge groei naar 3 meter weer te geven.